# Hymenopus
|  | Dieser Artikel wurde aufgrund von formalen oder inhaltlichen Mängeln in der Qualitätssicherung Biologie zur Verbesserung eingetragen. Dies geschieht, um die Qualität der Biologie-Artikel auf ein akzeptables Niveau zu bringen. Bitte hilf mit, diesen Artikel zu verbessern! Artikel, die nicht signifikant verbessert werden, können gegebenenfalls gelöscht werden. Lies dazu auch die näheren Informationen in den Mindestanforderungen an Biologie-Artikel. |

Hymenopus ist eine Gattung aus der Ordnung der Fangschrecken (Mantodea). Die Arten der Gattung Hymenopus gehören zu den Blütennachahmern, ihre Körper sind durch zahlreiche Anhängsel kaum von den Blüten tropischer Pflanzen zu unterscheiden. Die Gattung ist in den tropischen Regenwäldern Ostasiens verbreitet und ahmt mit ihrer Mimikry bevorzugt Orchideenblüten nach. Die Tiere werden in der Terraristik gehalten und vermehrt.

## Systematik
Die Gattung Hymenopus steht zusammen mit den ebenfalls häufiger gehaltenen Gattungen Creobroter, Pseudocreobotra und Theopropus in der Tribus Hymenopodini, der einzigen Tribus der Unterfamilie Hymenopodinae. 
Die Gattung umfasst die beiden Arten Hymenopus coronatus und die ausschließlich in China vorkommenden Hymenopus coronatoides.